# Osthimosia monilifera
Osthimosia monilifera är en mossdjursart som beskrevs av Taylor, Schembri och Cook 1989. Osthimosia monilifera ingår i släktet Osthimosia och familjen Celleporidae. Inga underarter finns listade i Catalogue of Life.